# Pitarque
Pitarque – gmina w Hiszpanii, w prowincji Teruel, w Aragonii, o powierzchni 54,35 km². W 2011 roku gmina liczyła 93 mieszkańców.